# Ichneumon agilis
Ichneumon agilis là một loài tò vò trong họ Ichneumonidae.